# Кнуд Деґн
Кнуд Деґн (дан. Knud Degn, 11 травня 1880 — 16 травня 1965) — данський яхтсмен.
Срібний призер Олімпійських Ігор 1924 року в класі 6 метрів.